# Mesobuthus macmahoni
Espèce
Synonymes
- Buthus macmahoni Pocock, 1900

Mesobuthus macmahoni est une espèce de scorpions de la famille des Buthidae.

## Distribution
Cette espèce est endémique du Pakistan,. Elle se rencontre au Baloutchistan et au Sind.

## Description
Le syntype mesure 46 mm.
Le mâle décrit par Kovařík, Fet, Gantenbein, Graham, Yağmur, Šťáhlavský, Poverenni et Nouvruzov en 2022 mesure 40,92 mm et la femelle 51,64 mm.

## Systématique et taxinomie
Cette espèce a été décrite sous le protonyme Buthus macmahoni par Pocock en 1900. Elle est placée dans le genre Mesobuthus par Vachon en 1950.

## Étymologie
Cette espèce est nommée en l'honneur d'Arthur Henry MacMahon (1862-1949).

## Publication originale
- Pocock, 1900 : « Arachnida. » The fauna of British India, including Ceylon and Burma, London, Taylor and Francis, p. 1-279 (texte intégral).